# Поліна Дашкова
Поліна Да́шкова, справжнє ім'я Тетяна Вікторівна Поляченко (рос. Татья́на Ви́кторовна Поляче́нко; *14 липня 1960, Москва) — російська письменниця.

## Життєпис
Батько письменниці, Віктор Володимирович Поляченко (1936–1986) — математик, завідувач лабораторії Обчислювального центру АН СРСР.
Мати, Тетяна Леонідівна Поляченко (нар. 1939 р.) — телевізійна режисерка.
Чоловік, Олексій Віталійович Шишов (1960–2010) — режисер-документаліст.
Дочка Анна (нар. 1986 р.) Закінчила історичний факультет Московського державного університету і закінчує Всеросійський державний університет кінематографії імені С. А. Герасимова (майстерня Сергія Мірошниченка.) За спеціальністю «режисер неігрового кіно».
Дочка Дарина (нар. 1993 р.) Навчається у Всеросійському державному університеті кінематографії імені С. А. Герасимова на художньому факультеті за спеціальністю «художник-мультиплікатор».
В 1979 Поліна Дашкова вступила до Літературного інституту імені М. Горького. Під час навчання на 5 курсі її взяли на роботу літературним консультантом в журнал «Сільська молодь».
В 1990-і роки була завідувачкою відділу літератури «Російського кур'єра».

## Творча діяльність
Дебютувала як поетеса. Друкувалася в журналах «Сільська молодь», «Юність», «Витоки», альманасі «Молоді голоси».
Авторка детективних та історичних романів. Перша ж її книга «Кров ненароджених» (1996) принесла широку популярність. Її книги перекладені  німецькою,  французькою,  китайською,  данською,  іспанською,  польською та  угорською мовами.
Свій літературний псевдонім утворила від ім'я молодшої дочки Даша (Да́шкова) і похідної від свого прізвища Поляченко (Поліна). Іноді представляється як Дашкова Поліна Вікторівна.

## Книги
- Кров ненароджених (1996)
- Місце під сонцем (1999)
- Золотий пісок (1999)
- Ефірний час (2000)
- Чеченська маріонетка або продажні тварюки (2000)
- Розплідник (2000)
- Образ ворога (2000)
- Легкі кроки божевілля (2000)
- Ніхто не заплаче (2001)
- Відчуття реальності (2002)
- Херувим (2003)
- Гойдалки (2003)
- Приз (2004)
- Гра в думки (2006)
- Вічна ніч (2006)
- Джерело щастя (2007)
- Джерело щастя. Книга 2. Містеріум Tremendum. Таємниця, яка викликає трепет (2008)
- Джерело щастя. Книга 3. Небо над безоднею (2009)
- Точка неповернення (2010)
- Пакт (2012)

## Екранізації
- «Місце під сонцем», серіал, 2004

Режисер: Алі Хамраєв
У ролях: Анастасія Волочкова, Людмила Чурсіна,  Олександр Лазарєв, Ія Саввіна
- «Херувим», серіал, 2005

Режисер: Микола Гейко
У ролях: Ірина Купченко, Олександр Єфімов, Марія Порошина.